# Maurice Crosbie (1er baron Brandon)
Maurice Crosbie, 1er baron Brandon (1689–1762) est un homme politique irlandais et un pair.

## Biographie
Il est le fils de David Crosbie, haut shérif de Kerry, et de sa femme Jane Hamilton, fille de William Hamilton de Lisclooney, comté d'Offaly, et petit-fils de Thomas Crosbie, également haut shérif de Kerry, et de sa femme Bridget Tynte. Son père et son grand-père s'opposent tous deux à la Glorieuse Révolution et vivent ensuite à l'écart sur leurs domaines du comté de Kerry. L'élection de Maurice à la Chambre des communes en 1713 marque le retour de la prééminence politique de la famille. La famille Crosbie est d'origine gaélique et catholique, mais l'ancêtre de Maurice, John Crosbie, passe à l'Église d'Irlande sous le règne d'Élisabeth Ire et est nommé évêque d'Ardfert. Ses descendants deviennent d'importants propriétaires terriens à Kerry: la branche principale est les baronnets de Crosbie. Sir Edward Crosbie, le dernier d'entre eux, est exécuté pour Trahison en tant qu'Irlandais uni en 1798.
Maurice fait ses études au Trinity College à Dublin. Il est fait chevalier vers 1711. En 1713, il est élu à la Chambre des communes irlandaise en tant que député de Kerry. Il occupe ce siège jusqu'en 1758, date à laquelle il est élevé au rang de baron Brandon dans la pairie d'Irlande et occupe son siège à la Chambre des lords irlandaise.

## Mariage et enfants
Il épouse Lady Elizabeth Fitzmaurice, fille de Thomas FitzMaurice, 1er comte de Kerry, et Anne Petty. Ils ont sept enfants, dont William Crosbie, 1er comte de Glandore, Maurice Crosbie, doyen de Limerick, père du quatrième et dernier baron Brandon et Jane, qui épouse Thomas Mahon et est la mère de Maurice Mahon, 1er baron Hartland.
Il est décédé en 1762 et est enterré à Ardfert.